# Anne Van Haesendonck
Anne Van Haesendonck (Dendermonde, 15 januari 1962) is een voormalig Belgisch volksvertegenwoordiger.

## Levensloop
Van Haesendonck studeerde in 1985 af als licentiaat in de politieke wetenschappen aan de Universiteit Gent en was van 1988 tot 1995 wetenschappelijk medewerker voor de CVP-fractie in de Kamer van volksvertegenwoordigers. Nadien was zij van 1995 tot 1997 adjunct-kabinetschef van toenmalig federaal minister Miet Smet.
Voor de CVP was Van Haesendonck van 1994 tot 1997 provincieraadslid van Oost-Vlaanderen. In oktober 1997 volgde zij Johan Van Hecke op als lid van de Kamer van volksvertegenwoordigers voor de kieskring Gent-Eeklo, waar ze bleef zetelen tot aan de verkiezingen van juni 1999. In de Kamer was zij vast lid van de commissie Financiën en Begroting en plaatsvervanger in de commissies Sociale Zaken en Volksgezondheid. In juni 1999 stelde Van Haesendonck zich kandidaat voor het Vlaams Parlement, maar ze raakte niet verkozen. Vervolgens was zij van 1999 tot 2001 nationaal coördinator van de Kristelijke Arbeidersvrouwen (KAV).
Na haar politieke loopbaan werd zij van 2001 tot 2013 personeelsdirecteur van het Psychiatrisch Ziekenhuis Onze-Lieve-Vrouw in Brugge. Daarna werd zij van 2013 tot 2020 directrice van het medisch centrum CAR Sint-Lievenspoort in Gent en van 2016 tot 2017 raadgever voor de sector revalidatie op het kabinet van Vlaams minister Jo Vandeurzen. Sinds 2020 is Van Haesendonck stafmedewerker voor VIVEL, een kennis- en expertisecentrum ter versterking van de eerstelijnszorg in de Vlaamse welzijns- en gezondheidssector.